# Condado de Patrick
O Condado de Patrick é um dos 95 condados do Estado americano de Virgínia. A sede do condado é Stuart, e sua maior cidade é Stuart. O condado possui uma área de 1 258 km² (dos quais 7 km² estão cobertos por água), uma população de 19 407 habitantes, e uma densidade populacional de 19 hab/km² (segundo o censo nacional de 2000). O condado foi fundado em 1791.